# Патрік Ледюк
Патрік Ледюк (англ. Patrick Leduc, нар. 26 грудня 1977) — канадський футболіст, що грав на позиції півзахисника. По завершенні ігрової кар'єри — тренер. Найбільш відомий за виступами за клуб «Монреаль Імпакт», а також національну збірну Канади та збірну Квебеку.

## Клубна кар'єра
Патрік Ледюк народився в 1977 році. Під час навчання в університеті грав за команду «Ферлей Дікінсон Найтс». У 1998—1999 роках Ледюк грав у складі команди «Твін Сітіз Торнадо». У 2000 році футболіст перейшов до клубу USL «Монреаль Імпакт», у складі якого грав до 2010 року. У складі «Монреаль Імпакт» Ледюк став одним із основних гравців середньої лінії команди, та в 2004 та 2009 роках вигравав із монреальською командою регулярний чемпіонат. У 2010 році футболіст завершив виступи на футбольних полях.

## Виступи за збірні
У 2005 році Патрік Ледюк грав у складі національної збірної Канади. У складі збірної був учасником розіграшу Золотого кубка КОНКАКАФ 2005 року. Протягом року провів у канадській збірній 3 матчі, в яких забитими м'ячами не відзначився.

## Кар'єра тренера
У 2013 році Патрік Ледюк у кількох матчах був граючим тренером збірної Квебеку.